# Befestigte Höhensiedlung Beerenberg

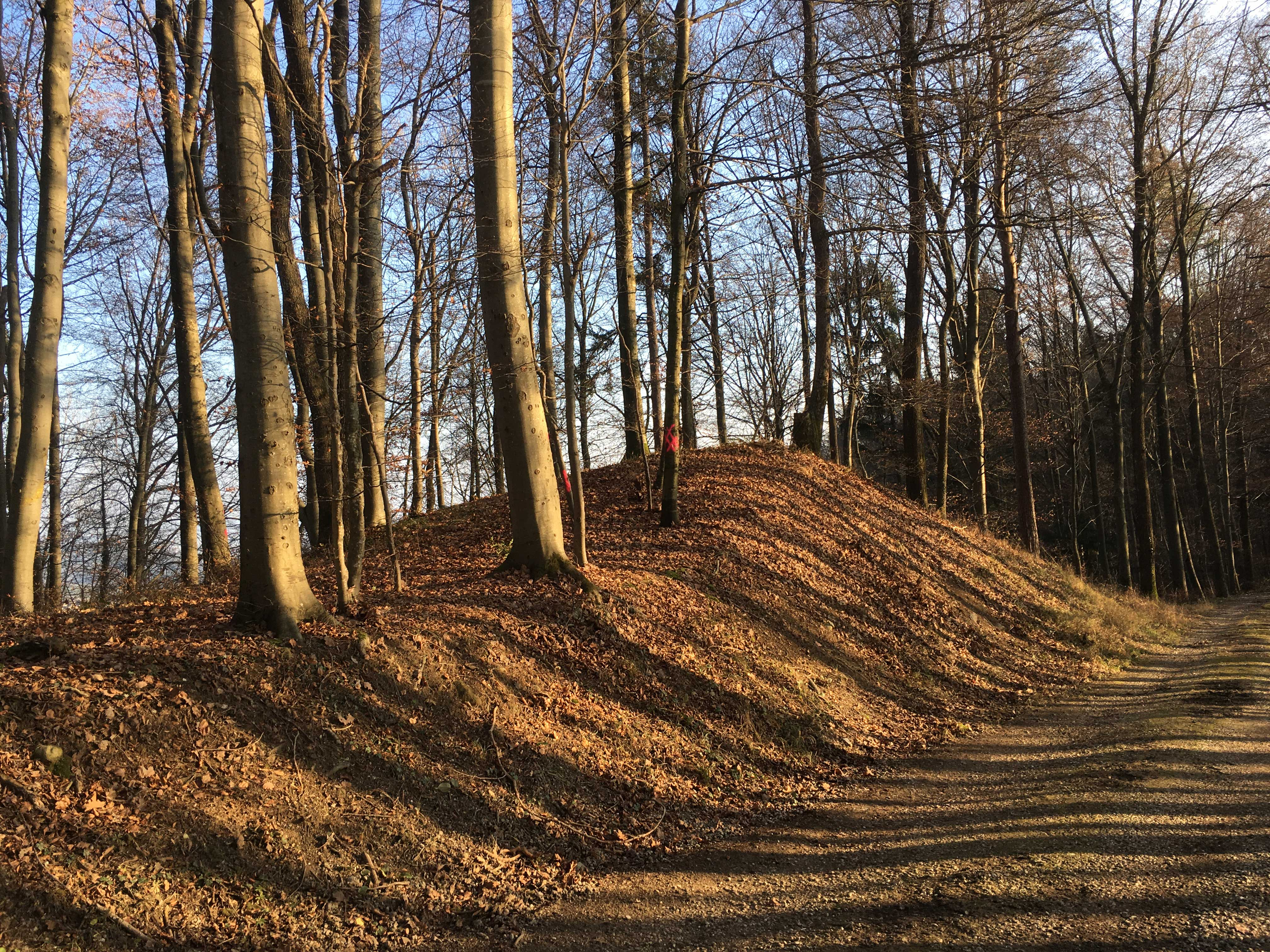
Prähistorische Wallschüttung beim Südrand des Beerenbergplateaus

Die Befestigte Höhensiedlung Beerenberg ist eine mit Erdwällen befestigte ehemalige Siedlung aus prähistorischer Zeit auf dem Plateau des Beerenbergs in Winterthur im Kanton Zürich in der Schweiz. Sie ist als Kulturgut von regionaler Bedeutung eingestuft.

## Lage
Die Höhensiedlung befand sich auf einer Hochebene auf dem Plateau des Beerenbergs im Stadtkreis Wülflingen auf rund 590 m ü. M. oberhalb des ehemaligen Klosters Beerenberg. Da der Plateaurand steile Flanken aufweist, war der Standort strategisch günstig gelegen.

## Geschichte und Beschreibung
Über die Geschichte der ehemaligen Höhensiedlung ist nur wenig bekannt. Im Zentrum der Hochebene soll sich einst ein Hügelgrab befunden haben, das beim Bau der Waldstrasse vermutlich zerstört wurde. Auch ein im 19. Jahrhundert erwähnter Schalenstein gilt heute als verschollen. Am Südrand des Beerenbergplateaus sind prähistorische Wallschüttungen erhalten geblieben, welche die Hochebene ursprünglich vom Grat trennten. Da der Wall beim Waldstrassenbau teilweise abgetragen wurde, sind die einzelnen Schüttungen im Profil gut zu erkennen. Die in der obersten Zone vorhandene Verziegelung des Lehms deutet darauf hin, dass in der Siedlung ein Brandereignis stattgefunden haben könnte.